# Aspidarachna clypeata
Aspidarachna clypeata is een pissebed uit de familie Munnopsidae. De wetenschappelijke naam van de soort werd in 1899 voor het eerst geldig gepubliceerd door Georg Ossian Sars.